# Jakhalsbes
De jakhalsbes (Diospyros mespiliformis) of Afrikaanse ebbenboom is een tweehuizige plant uit het de familie Ebenaceae, die verwant is aan de bekende kaki (Diospyros kaki). De soortaanduiding mespiliformis verwijst naar de vorm van de bessen en betekent mispelvormig. Zijn Nederlandse naam ontleent deze vrucht aan het feit dat jakhalzen deze bessen eten, de zaden kunnen worden gevonden in hun ontlasting.
De boom kan tot 25 meter hoog worden. De boom heeft een donkergroene kroon met uitgespreide takken. De stammen van volgroeide bomen zijn dik en stevig en hebben veel groeven en richels. Meestal spreiden de eerste dikke takken zich hoog boven de grond uit. De schors is donkergrijs en schilferig. De enkelvoudige, gladde en glanzende bladeren zijn ellipsvormig en hebben een gave of gegolfd rand. Vroeg in de lente kleuren de bladeren van de bomen donkergeel en vallen ze uit. De jonge bladeren verschijnen daarna in grote aantallen, ze zijn rossig, oranje of roodachtig van kleur en bedekt met donzige haren. De vrouwelijke bomen produceren vele witte, onopvallende, maar geurige bloemen. De circa 2,5 cm grote jakhalsbessen zijn rond tot eivormig. De kelkbladeren en de stampers van de bloemen blijven hangen aan de vruchten. De vruchten rijpen erg langzaam van geel naar paars, ze kunnen tot een jaar aan de boom blijven hangen. De bessen smaken zoet en zijn erg geliefd in Afrika.

## Verspreiding en rol in de natuur
De jakhalsbes is wijdverspreid in Afrika, van Ethiopië en Eritrea in het noorden tot in het zuiden tot Swaziland en Zuid-Afrika tot in Transvaal. In Zuid-Afrika kan de plant worden gevonden in het  Krugerpark en in andere reservaten. De plant prefereert savannes en bosregio's, waar hij gewoonlijk groeit in de buurt van rivieren en soms op termietenheuvels, waar de boom profiteert van luchtige grond. De termieten zullen levend hout niet aanvallen.
De jakhalsbessen dienen voor veel diersoorten als voedselbron; niet alleen jakhalzen, maar ook koedoe's, nyala's, impala's, klipspringers, knobbelzwijnen, bavianen en andere primaten, groene duiven, papegaaien, neushoornvogels, lori's en buulbuuls eten van de bessen. De bladeren worden gegeten door giraffen, Afrikaanse olifanten, zwarte neushoorns, kafferbuffels en koedoes. De boom is een waardplant voor de rupsen van de bushveld keizersvlinder (Charaxes achaemenes achaemenes).

## Toepassingen
De jakhalsbessen kunnen als handfruit worden gegeten of worden verwekt in bieren en brandewijnen. Het binnenste van de grote zaden kan ook worden geconsumeerd, het smaakt nootachtig.
Het hout kan net als andere houtsoorten uit het geslacht Diospyros worden gebruikt als timmerhout voor de fabricage van meubels en vloeren. Het staat ook wel bekend als Afrikaans ebbenhout. In Afrika wordt het hout gebruikt voor de fabricage van traditionele kano’s (vooral in Namibië en Botswana), stampblokken en stampers, lemmeten voor messen, bekers, lepels en snuifdozen. Twijgen kunnen worden gebruikt om tandenborstels van te maken.
In de volksgeneeskunde heeft de jakhalsbes ook vele toepassingen. De plant bevat tannine, een astringente substantie die bloedingen kan stelpen. De boom bevat ook stoffen met veronderstelde antibiotische eigenschappen. Schorsextracten en gekneusde bladeren worden op wonden en bloedingen aangebracht om genezing te bevorderen. Een wortelextract kan worden ingenomen om ringworm te bestrijden en zou kunnen helpen als een remedie tegen koorts en dysenterie. Soms worden stukken schors op een braadrooster boven hete kolen geplaatst om mensen die last hebben van hoestklachten of sinusitis de stoom te laten inhaleren.